# Степано-Разинська
Степано-Разинська (рос. Степано-Разинская) — станиця у Биковському районі Волгоградської області Російської Федерації.
Населення становить 44 особи. Входить до складу муніципального утворення Верхнєбаликлейське сільське поселення.

## Історія
Станиця розташована у межах українського історичного та культурного регіону Жовтий Клин.
Згідно із законом від 21 лютого 2005 року № 1010-ОД органом місцевого самоврядування є Верхнєбаликлейське сільське поселення.

## Населення
| 2010 |
| ---- |
| 44   |